# Very
Very är ett musikalbum av Pet Shop Boys som utkom 1993. Det är deras återuppståndelse efter "floppen" Behaviour 1990. Very skulle bli ett stort discoalbum och hade 12 låtar istället för 10 som bandet alltid hade haft hittills (förutom Introspective som hade 6). Very blev också en stor succé för bandet och en storsäljare.

## Låtlista
1. Can You Forgive Her?
2. I Wouldn't Normally Do This Kind of Thing
3. Liberation
4. A Different Point of View
5. Dreaming of the Queen
6. Yesterday, When I Was Mad
7. The Theatre
8. One and One make Five
9. To Speak is a Sin
10. Young Offender
11. One in a Million
12. Go West
13. (Photoscript)